# Erdman Penner
Pour les articles homonymes, voir Penner.
Erdman "Ed" Penner est un scénariste, lyriciste, producteur et réalisateur canadien né le 17 janvier 1905 et décédé le 10 novembre 1956  à Los Angeles (États-Unis).

## Biographie
Ollie Johnston et Frank Thomas écrivent « qu'une nuit le scénariste Erdman Penner croise un chien errant, modèle parfait pour le héros du film La Belle et le Clochard alors en production mais qui disparaît dans des buissons. Plusieurs jours passent et les employés du studio parviennent à localiser le chien dans une fourrière quelques heures seulement avant qu'il soit euthanasié dans une chambre à gaz. Penner adopte immédiatement le chien et l'amène au studio où l'on découvre que c'est une femelle âgée d'un an, malgré cela l'animal a servi de modèle à Clochard. »

## Filmographie

### comme Scénariste
- 1940 : Fantasia
- 1946 : La Boîte à musique (Make Mine Music)
- 1948 : Pecos Bill
- 1948 : Mélodie Cocktail (Melody Time)
- 1949 : Le Crapaud et le Maître d'école (The Adventures of Ichabod and Mr Toad)
- 1950 : Cendrillon (Cinderella)
- 1951 : Alice au Pays des Merveilles (Alice in Wonderland)
- 1953 : Peter Pan
- 1955 : La Belle et le Clochard (Lady and the Tramp)
- 1959 : La Belle au bois dormant (film, 1959) (Sleeping Beauty)

### comme Producteur
- 1955 : La Belle et le Clochard (Lady and the Tramp)

### comme Réalisateur
- 1937 : Amateurs de Mickey (Mickey's Amateurs)